# Nieżyt nosa
Nieżyt nosa, potocznie katar (łac. rhinitis, stgr. coryza) – choroba oraz pojęcie dotyczące objawów zapalenia błony śluzowej nosa (niekiedy także zatok przynosowych). Do objawów należą: kichanie, „drapanie” (świąd w nosie i gardle), kaszel, pieczenie spojówek, wyciek płynnej wydzieliny z nosa, lub jej spływanie po tylnej ścianie gardła, zatkany nos, ogólne osłabienie, ból głowy, stan podgorączkowy. Nieżyt nosa diagnozuje się, gdy objawy te trwają przez dwa lub więcej kolejnych dni oraz dłużej niż jedną godzinę przez większość tych dni.

## Przyczyny nieżytu nosa

### Alergiczne
Nieżyt nosa może mieć podłoże uczuleniowe o przebiegu sezonowym (najczęściej rozpoznawanym) lub przewlekłym. Alergia jest powodem około 40% do 60% nieżytów u dzieci i około 30% u dorosłych. Najczęściej rozwija się przed 10. rokiem życia, ale aż w 30% przypadków jej początek może przypadać po skończeniu 30. roku życia. Alergiczny nieżyt nosa występuje jako reakcja na alergen oddziałujący drogą wziewną. Do czynników alergizujących zalicza się pyłki roślinne, roztocze kurzu domowego, zarodniki pleśni, sierść i naskórek zwierząt. W przypadku alergii na pyłki roślinne ryzyko wystąpienia alergicznego nieżytu nosa wzrasta w okresach podwyższonego stężenia pyłków roślinnych w powietrzu (luty–październik). W przypadku uczulenia na roztocze kurzu domowego objawy trwają przez cały rok, nasilając się w okresie grzewczym. Zarówno sezonowy nieżyt nosa, jak i całoroczny są spowodowane IgE – zależną reakcją na alergeny występujące sezonowo (pyłki roślin, pleśnie) albo całorocznie (roztocza kurzu domowego, alergeny zwierzęce, pleśnie). Jeżeli kontakt z alergenem powtarza się, to ilość alergenu potrzebna do wywołania reakcji alergicznej maleje (zjawisko uwrażliwiania). Stąd wynika nieustępowanie objawów pomimo zmniejszenia stężenia pyłków, a także to, że ekspozycja na jeden alergen może powodować reakcje na później występujące alergeny. Objawami alergicznego nieżytu są napady kichania, wodnista wydzielina z nosa, świąd nosa i podniebienia, a także uczucie zatkania nosa. Często towarzyszą im zapalenie spojówek (łzawienie, zaczerwienienie, świąd), zapalenie zatok przynosowych, uczucie zatkania uszu (spowodowane zapaleniem trąbki słuchowej).

### Infekcyjne
Najczęstszą przyczyną wystąpienia kataru są zakażenia wirusowe szerzące się drogą kropelkową. Z tego względu należy unikać kontaktów z chorymi, ograniczyć przebywanie w większych skupiskach ludzi w okresach nasilania zachorowań (wiosna, jesień). W większości przypadków za powstanie kataru wirusowego odpowiadają rinowirusy, wirusy paragrypy, wirus grypy i adenowirusy. Zwykle wirusowy nieżyt nosa ustępuje samoistnie w ciągu od 7 do 10 dni. Cechuje się występowaniem początkowo wodnistej wydzieliny z nosa, uczuciem zatkania nosa, kichaniem, gorączką. W trakcie trwania choroby wydzielina przybiera wygląd bardziej mętny i „ropny” z powodu zwiększonej zawartości leukocytów i złuszczonych nabłonków. „Ropny” charakter wydzieliny nie może być więc podstawą do rozpoznania zapalenia bakteryjnego. Objawy trwające ponad 2 tygodnie powinny skłaniać do uwzględnienia w diagnostyce różnicowej innych przyczyn niż infekcyjne. Jeżeli objawy utrzymują się ponad 8–12 tygodni, to proces ma charakter przewlekły, często z towarzyszącym przewlekłym zapaleniem zatok przynosowych. Dzieci w wieku przedszkolnym mogą zapadać na wirusowy nieżyt nosa do 8 razy w roku. Utrzymywanie się wycieku o nieprzyjemnej woni z jednego przewodu nosowego może być związane z obecnością ciała obcego. Infekcyjny nieżyt nosa mogą również wywołać bakterie (np. dwoinka zapalenia płuc, Haemophilus influenzae, paciorkowce B-hemolizujące z grupy A). Wówczas treść wydobywająca się z nosa przybiera zieloną (szarawą) barwę. Katarowi o podłożu bakteryjnym może towarzyszyć również gorączka powyżej 38,5 °C (przy przeziębieniu nie sięga zwykle tej granicy) oraz kaszel z odkrztuszaniem zielonkawej, cuchnącej plwociny (w przeciwieństwie do suchego kaszlu przy przeziębieniu). Ostry bakteryjny nieżyt nosa przeważnie wikła zapalenie wirusowe i rzadziej występuje de novo. Przyjmuje się, że u około 10% pacjentów dochodzi do wtórnego zakażenia bakteryjnego. Najczęstszymi powikłaniami są ostre zapalenia zatok u dorosłych i zapalenie ucha środkowego u dzieci. Infekcyjny nieżyt nosa rzadko powodują grzyby.

### Inne przyczyny
Przewlekły, nieinfekcyjny, niealergiczny nieżyt nosa stwierdza się po wykluczeniu alergii (czyli nadwrażliwości zapoczątkowanej przez odpowiedź odpornościową swoistą) oraz zakażeń wirusowych. Wśród przyczyn tego rodzaju schorzenia wymienia się:
- przyczyny idiopatyczne (niealergiczny nieżyt nosa z eozynofilią[9])
- zawodowe (mogą być alergiczne)
- hormonalne (w niedoczynności tarczycy, w ciąży, w trakcie terapii antykoncepcyjnej)
- polekowe (doustne środki antykoncepcyjne, leki hipotensyjne, aspiryna, niesteroidowe leki przeciwzapalne)
- tak zwane odruchowe (w tym chemiczne, pokarmowe, emocjonalne[2])
- pierwotna dyskineza rzęsek (zespół dyskinezy rzęsek)[2].

Nierzadko spotyka się również tak zwany smakowy nieżyt nosa: wyciek wodnistej wydzieliny z nosa wywoływany przez gorące lub ostro przyprawione potrawy. W większości przypadków przewlekłego nieinfekcyjnego niealergicznego nieżytu nosa przyczyna choroby jest nieznana i uznaje się ją za idiopatyczną. Ten rodzaj kataru zwykle nie występuje też w określonej porze roku. Choroba jest często określana jako całoroczny niealergiczny nieżyt nosa.
Istnieje niealergiczna forma nieżytu nosa związana z aktywnością seksualną. Objawy nieżytu pojawiają się najczęściej tuż po zakończeniu stosunku płciowego i trwają 5 do 15 minut. U osób z sezonowym katarem, nieżyt na tle seksualnym występuje wyłącznie w okresie zwiększonej wrażliwości śluzówki nosa. Zauważono, że ta forma nieżytu pojawia się dość często podczas pierwszego stosunku płciowego (3 pacjentów na 23, co stanowi ~ 13%). Kilkakrotnie objawy wystąpiły także kilka godzin po współżyciu, co mogłoby sugerować odpowiedź typu późnego.

## Leczenie
Podstawowymi grupami leków stosowanych w leczeniu nieżytu nosa są:
- leki przeciwhistaminowe (antagonisty receptora H1) – blokują receptory histaminowe, w konsekwencji silnie hamują rozszerzenie naczyń, stosowane jako leki pierwszego rzutu w terapii alergicznego nieżytu nosa;
- kortykosteroidy – są najsilniejszymi inhibitorami procesów zapalnych, ponieważ działają na różnych poziomach procesu zapalnego jednocześnie. Oprócz silnego działania blokującego wykazują działanie niszczące tkankę, na którą oddziałują;
- inhibitory cyklooksygenazy – są najbardziej znanymi lekami przeciwzapalnymi, hamują syntezę prozapalnych prostaglandyn i blokują proces zapalny na końcu kaskady, wykazują liczne działania uboczne i nie powinny być stosowane długotrwale;
- inhibitory lipooksygenazy – hamują syntezę leukotrienów i są stosowane głównie w astmie, ponieważ leukotrieny wykazują działanie kurczące oskrzeliki;
- leki obkurczające śluzówkę – przywracają drożność nosa, w niealergicznych nieżytach nosa stosowane jako leki pierwszego rzutu, podawane zwykle do 5 dni i łącznie z innymi lekami, gdyż mogą powodować wtórne obrzęki, odradzane u pacjentów w wieku przedszkolnym;
- kromony (głównie kromoglikan sodu, nedokromil) – znajdują zastosowanie szczególnie w leczeniu alergicznego nieżytu nosa, są stabilizatorami komórek tucznych, blokują ich receptory tak, że nie ulegają one degranulacji;
- leki antycholinergiczne (cholinolityki) – blokują wybiórczo wodnisty wyciek z nosa;
- antybiotyki – włączane do leczenia, gdy dojdzie do nadkażeń bakteryjnych[12].

Leczenie zależy od przyczyny wywołującej schorzenie, najczęściej jest ono objawowe. Przy ostrym nieżycie stosuje się krople zmniejszające obrzęk błony śluzowej nosa poprzez obkurczanie drobnych naczyń krwionośnych: ksylometazolinę, oksymetazolinę, nafazolinę. Leki z tej grupy są dostępne również w postaci tabletek o przedłużonym uwalnianiu (pochodne pseudoefedryny). Bez porady lekarza specyfików tych nie powinno się stosować dłużej niż 3–4 dni, gdyż mogą prowadzić do wtórnego nieżytu nosa opornego na leczenie (rhinitis medicamentosa). Pomocne okazują się też niesteroidowe leki przeciwzapalne oraz płukanie jam nosa izotonicznymi roztworami NaCl.
W przypadku leczenia nieżytu nosa o podłożu alergicznym stosuje się leki przeciwhistaminowe II generacji, na przykład azelastynę. Jej działanie polega na hamowaniu dystrybucji mediatorów odczynu zapalnego: histaminy, prostaglandyn i leukotrienów, które są odpowiedzialne za wywoływanie alergicznego procesu zapalnego w organizmie. Miejscowa aplikacja daje możliwość podania wyższego stężenia roztworu, który lepiej się wchłania niż leki ogólnoustrojowe i wykazuje wyższą skuteczność. Obok preparatów miejscowych stosowanych w leczeniu alergicznego nieżytu nosa pacjentom podaje się również leki przeciwhistaminowe przeznaczone do doustnej aplikacji, na przykład bilastynę z grupy najnowszych antagonistów receptora H1. Przewagą leków przeciwhistaminowych II generacji nad starszymi lekami przeciwhistaminowymi I generacji jest brak efektu sedatywnego (senność, zaburzenia koncentracji).

## Klasyfikacja ICD10
| kod ICD10     | nazwa choroby                                    |
| ------------- | ------------------------------------------------ |
| ICD-10: J00   | Ostre zapalenie nosa i gardła (przeziębienie)    |
| ICD-10: J30   | Naczynioruchowy i alergiczny nieżyt nosa         |
| ICD-10: J31   | Przewlekłe zapalenie błony śluzowej nosa         |
| ICD-10: J31.0 | Przewlekłe zapalenie błony śluzowej jamy nosowej |